# 精神醫學、心理學及神經科學研究院
精神醫學、心理學及神經科學研究院（英語：Institute of Psychiatry, Psychology and Neuroscience，縮寫为IoPPN），是英國的研究機構，隸屬倫敦國王學院，宗旨是發現精神疾患及腦部疾病的成因。研究院成立於1948年，前稱精神醫學研究院（IoP）。英國政府2014年研究卓越框架（Research Excellence Framework）評定研究院的研究100%為世界領先或國際優秀。倫敦國王學院的心理學、精神醫學及神經科學亦在2014年研究卓越框架中排名全英第二，並在2021年US News世界大學排名中排行世界第二。

## 歷史發展
精神醫學、心理學及神經科學研究院前身為1924年成立的莫茲利醫院（Maudsley Hospital）醫學院。1896年，英國神經病理學家弗雷德里克·沃克·莫特和精神科醫生亨利·莫茲利計劃在倫敦成立精神醫學專科醫院，並提供教學和研究。倫敦郡議會在1914年同意此計劃，莫茲利醫院終於1923年在倫敦南部康伯威爾建成，醫學院亦在一年後成立。醫學院1948年更名為精神醫學研究院，奧布里·劉易斯（Aubrey Lewis）擔任首位主任。1967年，研究院大樓正式落成並啟用，大樓內設有演講廳、行政辦公室、圖書館及飯堂。1997年，研究院脫離莫茲利醫院，併入倫敦國王學院。2001年，心理學學系主樓惠康大樓（Henry Wellcome building）建成，大樓命名自惠康基金會創辦人亨利·惠康爵士。由於研究日益擴展，專題不只於精神醫學，亦涉及所有腦與行為科學，研究院於2014年重命名為精神醫學、心理學及神經科學研究院。

## 組織結構

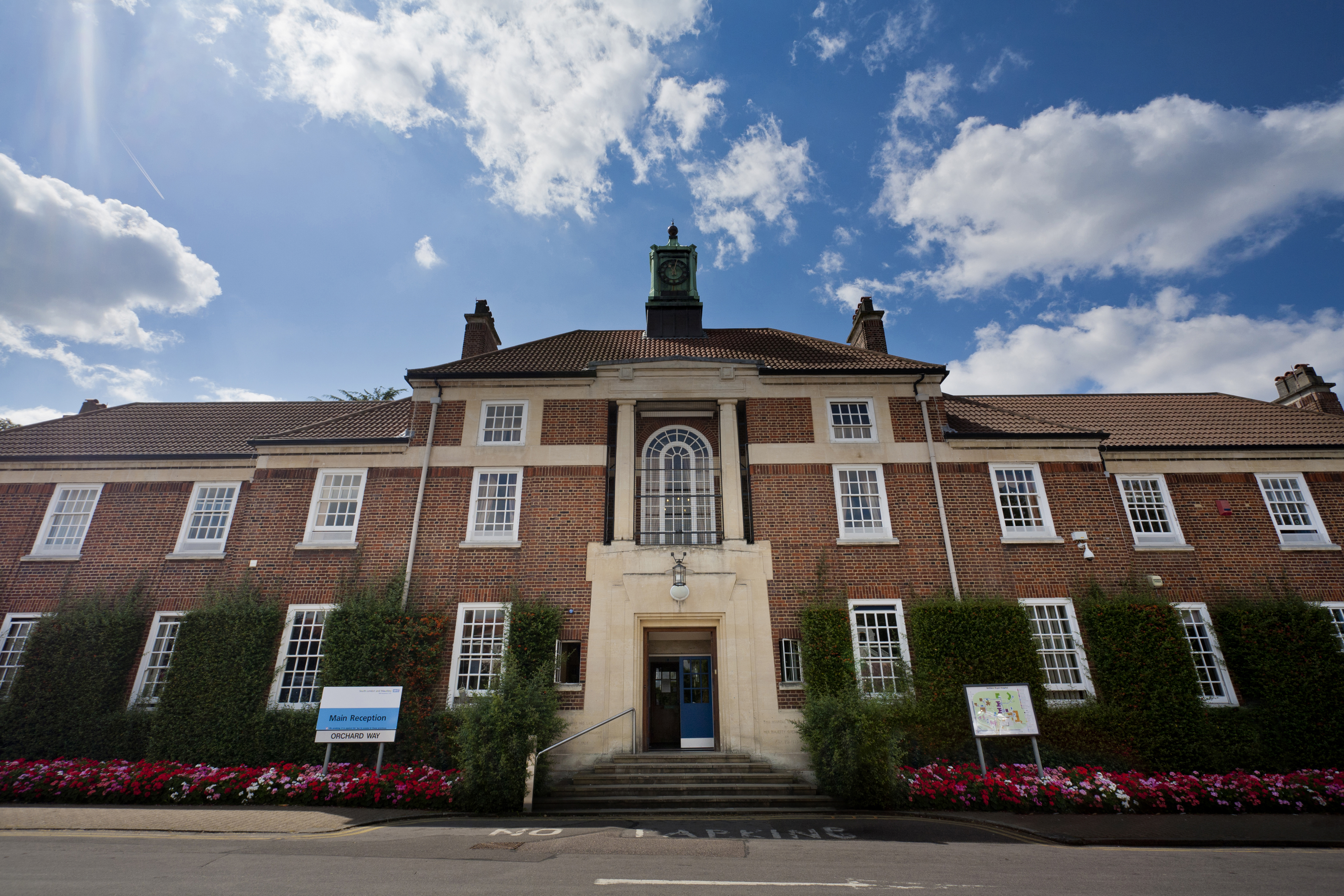
伯利恆皇家醫院（Bethlem Royal Hospital）是研究院的附属医院

### 莫里斯·沃爾臨床神經科學研究所

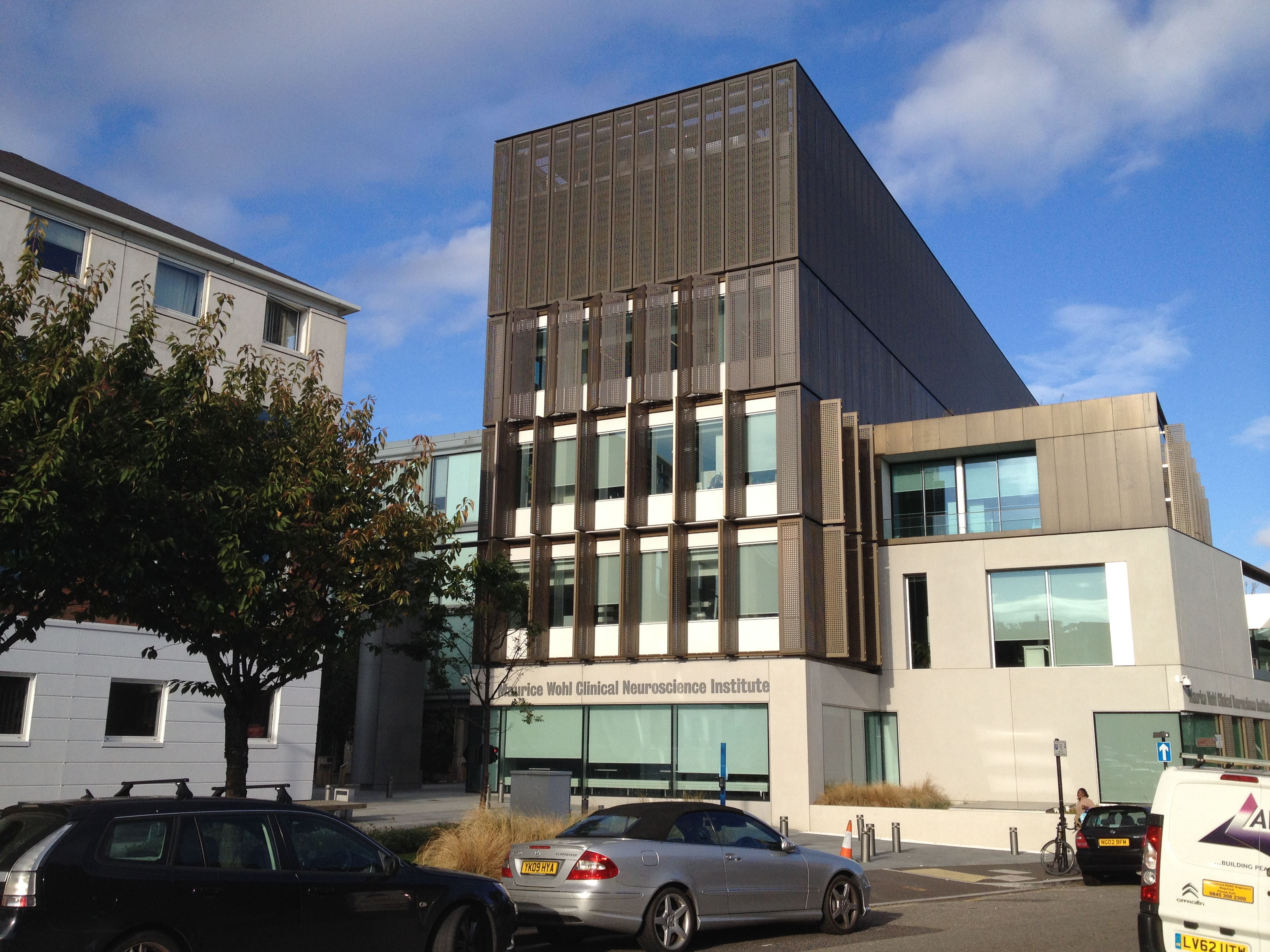
莫里斯·沃爾臨床神經科學研究所

莫里斯·沃爾臨床神經科學研究所（Maurice Wohl Clinical Neuroscience Institute）是院內的神經科學研中心，2015年由安妮長公主開幕。研究所在臨床腦科學研究領先世界，致力於理解疾病機制，並研發新藥物，以針對神經退化性疾病、精神疾患及神經系統疾病。臨床神經科學研究所擁有250名臨床醫生和研究科學家，
研究項目包括神經影像學、神經病學、精神病學、遺傳學、分子和細胞生物學以及药物研发。

## 外部連結
- 官方網頁

51°28′13″N 0°05′23″W / 51.4703°N 0.0898°W